# Gilbert F. Houngbo
Gilbert F. Houngbo, né le 4 février 1961, est un homme d'État togolais.

## Biographie
Gilbert F. Houngbo naît le 4 février 1961.
De 1996 à 2008, Gilbert F. Houngbo est directeur pour l'Afrique du Programme des Nations unies pour le développement (PNUD).
Il est nommé Premier ministre de son pays le 7 septembre 2008, succédant à Komlan Mally. Le 12 juillet 2012, il surprend la  classe politique togolaise en remettant sa démission à Faure Gnassingbé. Kwesi Ahoomey-Zunu est devenue le nouveau Premier ministre le 23 juillet 2012, succédant à Houngbo.
Il retrouve alors une carrière internationale comme directeur général adjoint chargé des opérations de terrain au Bureau international du travail (BIT) de 2013 à 2017, puis en tant que président du Fonds international de développement agricole (FIDA) de 2017 à 2022.
En janvier 2022, il est nommé président du conseil d’administration de Natural Resource Governance Institute (NRGI).
Le 25 mars 2022, il est élu directeur général de l'Organisation internationale du travail (OIT) et prend ses fonctions le 1er octobre 2022. Il est le premier Africain désigné à ce poste.
En juin 2023, il devient membre d'office du Groupe de haut niveau des Nations Unies sur la profession enseignante, coprésidé par Kersti Kaljulaid et Paula-Mae Weekes.